# Водопад на реке Урик
Водопад на реке У́рик — водопад высотой 8 (по другим данным — 10—12) м, расположенный в Восточном Саяне на реке Урик в Окинском районе Бурятии. 
Находится в каньоне Водопадный в 25 км от выхода реки из ущелья. Ориентиром у водников служит галечная коса (в большую воду остров), расположенная перед водопадом у правого берега. С косы видны резкий перепад высот и водяная пыль, здесь отличная площадка для приземления любого вертолёта. 
Под водопадом на правом берегу расположены стоянки и музей туристов.

## Фотографии

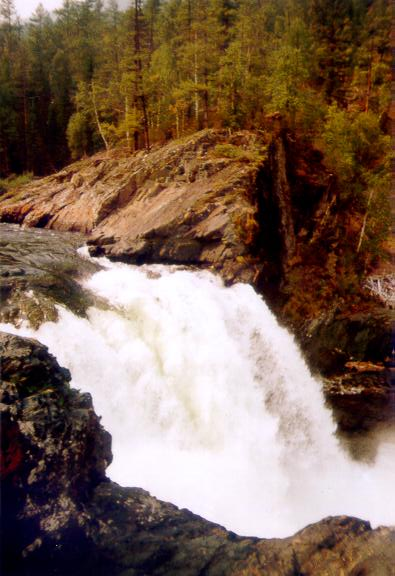
С правого берега
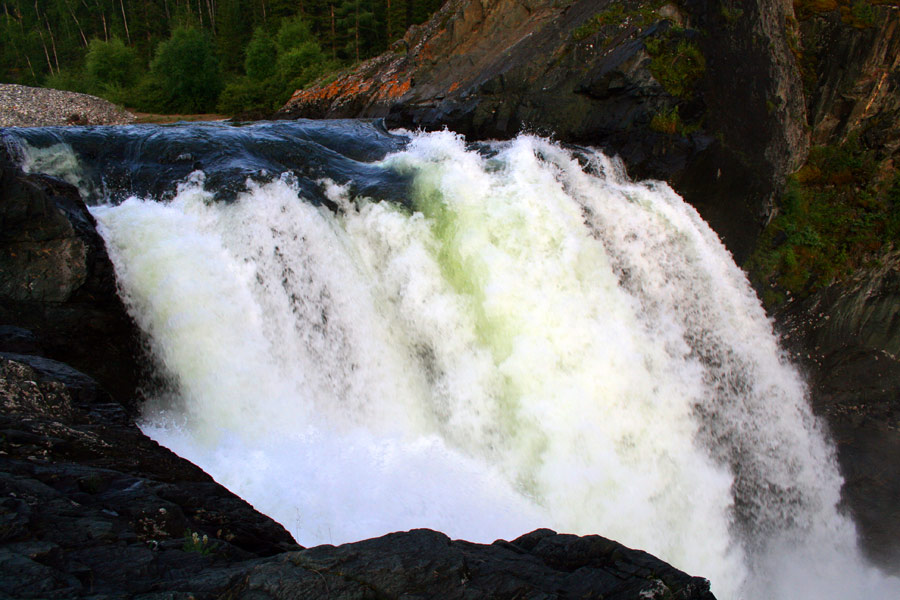
Сверху
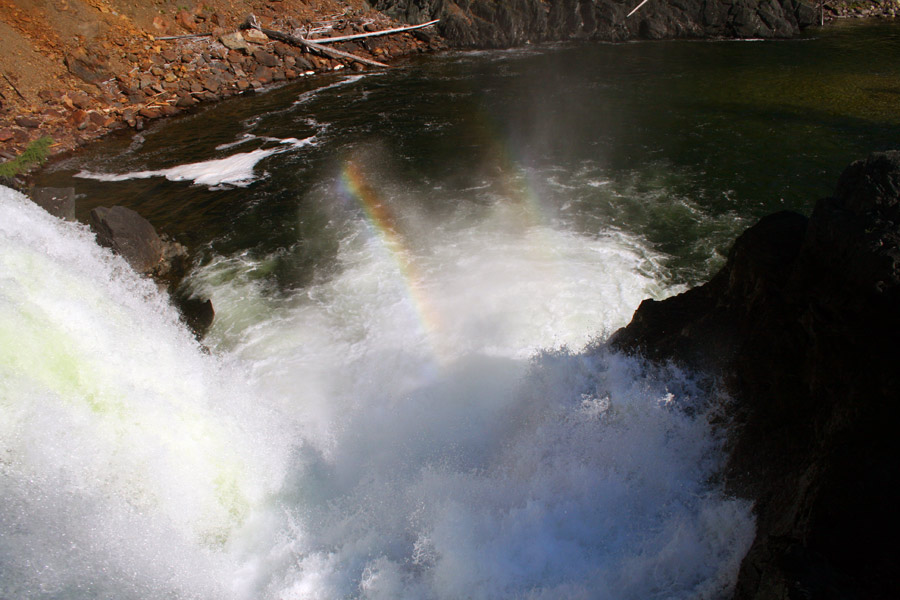
Радуга в водопаде